# Halowe Mistrzostwa Europy w Lekkoatletyce 1980 – bieg na 60 m przez płotki mężczyzn
Bieg na 60 metrów przez płotki mężczyzn – jedna z konkurencji biegowych rozgrywanych podczas halowych lekkoatletycznych mistrzostw Europy w hali Glaspalast w Sindelfingen. Eliminacje, półfinały i bieg finałowy zostały rozegrane 2 marca 1980. Zwyciężył reprezentant Związku Radzieckiego Jurij Czerwaniow, który w finale ustanowił nieoficjalny halowy rekord świata wynikiem 7,54 s. Tytułu zdobytego na poprzednich mistrzostwach nie bronił Thomas Munkelt z Niemieckiej Republiki Demokratycznej.

## Rezultaty

### Eliminacje
Rozegrano 3 biegi eliminacyjne, do których przystąpiło 17 biegaczy. Awans do półfinału dawało zajęcie jednego z pierwszych trzech miejsc w swoim biegu (Q). Skład półfinałów uzupełniło trzech zawodników z najlepszym czasem wśród przegranych (q).
Opracowano na podstawie materiału źródłowego.
Bieg 1
| Miejsce | Zawodnik            | Czas | Uwagi |
| ------- | ------------------- | ---- | ----- |
| 1       | Andriej Prokofjew   | 7,79 | Q     |
| 2       | Jan Pusty           | 7,83 | Q     |
| 3       | Karl-Werner Dönges  | 7,99 | Q     |
| 4       | Herbert Kreiner     | 8,12 |       |
| 5       | Christer Gullstrand | 8,17 |       |

Bieg 2
| Miejsce | Zawodnik          | Czas | Uwagi |
| ------- | ----------------- | ---- | ----- |
| 1       | Aleksandr Puczkow | 7,67 | Q     |
| 2       | Javier Moracho    | 7,73 | Q     |
| 3       | Romuald Giegiel   | 7,76 | Q     |
| 4       | Roberto Schneider | 7,82 | q     |
| 5       | Wasko Niediałkow  | 7,88 | q     |
| 6       | György Bakos      | 7,95 |       |

Bieg 3
| Miejsce | Zawodnik         | Czas | Uwagi |
| ------- | ---------------- | ---- | ----- |
| 1       | Jurij Czerwaniow | 7,69 | Q     |
| 2       | Płamen Krystew   | 7,81 | Q     |
| 3       | Giuseppe Buttari | 7,88 | Q     |
| 4       | Krystian Torka   | 7,90 | q     |
| 5       | Hans-Gerd Klein  | 7,93 |       |
| 6       | Július Ivan      | 8,02 |       |

### Półfinały
Rozegrano 2 biegi półfinałowe, w których wystartowało 12 biegaczy. Awans do finału dawało zajęcie jednego z trzech pierwszych miejsc w swoim biegu (Q).
Opracowano na podstawie materiału źródłowego.
Bieg 1
| Miejsce | Zawodnik           | Czas | Uwagi |
| ------- | ------------------ | ---- | ----- |
| 1       | Andriej Prokofjew  | 7,67 | Q     |
| 2       | Jan Pusty          | 7,75 | Q     |
| 3       | Romuald Giegiel    | 7,78 | Q     |
| 4       | Wasko Niediałkow   | 7,79 |       |
| 5       | Karl-Werner Dönges | 7,97 |       |
| –       | Aleksandr Puczkow  | DNS  |       |

Bieg 2
| Miejsce | Zawodnik          | Czas | Uwagi |
| ------- | ----------------- | ---- | ----- |
| 1       | Jurij Czerwaniow  | 7,63 | Q     |
| 2       | Javier Moracho    | 7,72 | Q     |
| 3       | Płamen Krystew    | 7,79 | Q     |
| 4       | Roberto Schneider | 7,81 |       |
| 5       | Giuseppe Buttari  | 7,97 |       |
| 6       | Krystian Torka    | 8,02 |       |

### Finał
Opracowano na podstawie materiału źródłowego.
| Miejsce | Zawodnik          | Czas | Uwagi |
| ------- | ----------------- | ---- | ----- |
| 1       | Jurij Czerwaniow  | 7,54 | WR    |
| 2       | Romuald Giegiel   | 7,73 |       |
| 3       | Javier Moracho    | 7,75 |       |
| 4       | Płamen Krystew    | 7,79 |       |
| 5       | Andriej Prokofjew | 7,84 |       |
| 6       | Jan Pusty         | 7,87 |       |